# Attaque du sous-marin K-21 contre le cuirassé Tirpitz
Seconde Guerre mondiale
Convois de l'Arctique
Le 5 juillet 1942, le cuirassé allemand « Tirpitz », naviguant au sein d'une escadre sous le commandement de l'amiral Otto Schniewind dans le but d'intercepter le convoi PQ-17, est attaqué par le sous-marin soviétique K-21 commandé par le capitaine de 2e rang Nikolaï Lounine. Le sous-marin lance quatre torpilles à grande distance. Lounine n'observe pas directement le résultat de l'attaque, mais des bruits d'explosions sont enregistrés, qu'il interprète comme des impacts de torpilles, ce qui sert de base aux déclarations de la presse soviétique faisant état de dommages subis par le cuirassé. L'escadre allemande ne signale aucun impact de torpille ; de plus, l'attaque elle-même n'est pas détectée. Les navires allemands maintiennent leur cap et leur vitesse pendant près de 5 heures, avant de faire demi-tour en raison du caractère risqué de l'opération et de l'inutilité de la poursuivre contre un convoi qui n'existe plus en tant qu'entité unique.
En Union soviétique, dans la littérature destinée au grand public, l'opinion dominante est celle d'une attaque réussie, fondée sur le communiqué du Sovinformburo et les publications de presse du temps de guerre. Dans l'historiographie étrangère, un consensus s'établit initialement sur l'absence d'impacts de torpilles sur le « Tirpitz », car aucune preuve documentaire du succès de l'attaque n'existe : elle n'est mentionnée ni dans les documents allemands ni dans les mémoires des participants allemands à l'opération ; après le retour de l'escadre, le cuirassé « Tirpitz » ne nécessite aucune réparation ; l'examen de la coque du cuirassé coulé en 1944, mené par les Britanniques avec la participation d'un spécialiste soviétique, ne révèle aucune trace d'impacts de torpilles ni de travaux de réparation. Une reconstitution moderne, réalisée à partir de toutes les informations disponibles, démontre que l'attaque n'a même pas de chances théoriques de succès, car le lancement des torpilles est effectué à une distance supérieure à leur portée maximale. Néanmoins, l'événement occupe une place importante dans l'histoire de la Marine russe en tant qu'unique attaque de sous-mariniers soviétiques contre un navire de guerre ennemi lourd (plus grand qu'un destroyer).

## Contexte

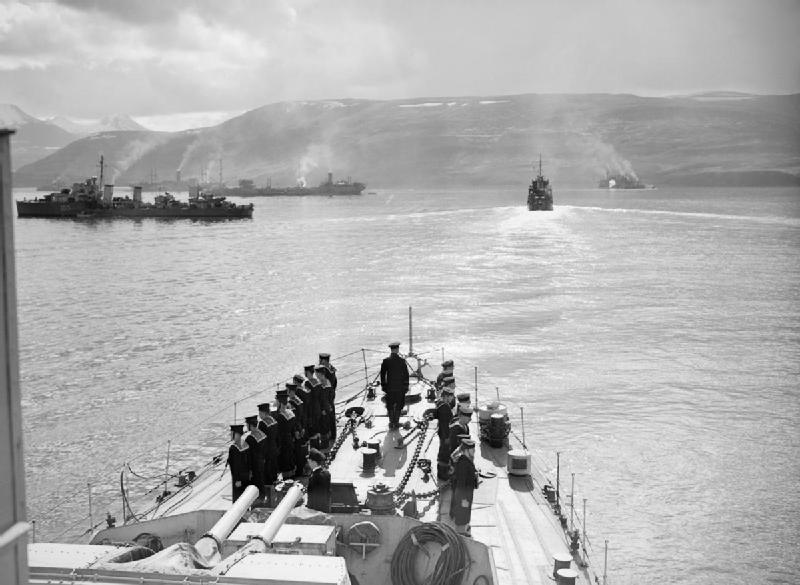
Navires du convoi PQ-17 peu avant leur départ d'Islande

Le 27 juin 1942, le convoi PQ 17 — l'un des convois de l'Arctique qui livrent en URSS des armements et des ressources nécessaires à la conduite de la guerre — quitte l'Islande pour Arkhangelsk. Les 35 transports du convoi acheminent 297 avions, 594 chars, plus de 4 000 automobiles et plus de 156 000 tonnes d'autres marchandises. L'escorte de ce convoi comporte de grands risques : dans les conditions du jour polaire et par beau temps, l'aviation allemande, numériquement supérieure dans la région de la mer de Barents, peut opérer vingt-quatre heures sur vingt-quatre, ce qui facilite également considérablement l'emploi des sous-marins et des navires de surface ennemis. Néanmoins, pour des raisons politiques (à l'été 1942, la situation sur le front est critique pour l'Union soviétique et le pays a un besoin urgent d'aide), le cabinet de guerre britannique, dirigé par W. Churchill, prend la décision d'escorter le convoi. Sa protection est assurée par une force d'escorte rapprochée de 19 navires de guerre et deux sous-marins, une force de croiseurs de couverture proche composée de quatre croiseur lourds et deux destroyers, ainsi qu'un détachement de couverture éloignée comprenant un porte-avions, deux cuirassés, deux croiseurs et 12 destroyers. En outre, un barrage de 13 sous-marins — huit britanniques, quatre soviétiques et un français — est déployé sur les routes possibles de passage des navires de surface allemands. Dans le même temps, l'utilisation de ces forces comporte des limitations importantes : la force de croiseurs et le détachement de couverture éloignée ne peuvent opérer à l'est de l'île aux Ours en raison de réserves de carburant limitées et des risques d'attaques de l'aviation ennemie,,.
Simultanément, la partie allemande prépare son propre plan pour anéantir le convoi. Outre l'utilisation de l'aviation et des sous-marins, il comprend l'emploi de grands navires de surface. L'opération correspondante, baptisée Rösselsprung — « Coup du cavalier » — prévoit l'utilisation de tous les navires lourds allemands disponibles en Norvège : le cuirassé « Tirpitz », les croiseurs lourds « Admiral Scheer », « Lützow » et « Admiral Hipper », accompagnés de destroyers.
Le convoi est détecté par la reconnaissance aérienne allemande le 1er juillet, et dès le soir du 2 juillet, les navires allemands entament leur transit de Trondheim et de la baie de Bogen vers la base avancée de l'Altafjord. Le regroupement s'achève le 4 juillet ; cependant, le croiseur lourd « Lützow » et trois destroyers subissent des dommages dus à des échouements sur des rochers et sont retirés de l'opération. Après ravitaillement, à partir de la seconde moitié du 4 juillet, l'escadre allemande sous le commandement de l'amiral Otto Schniewind est prête à prendre la mer, mais en l'absence d'informations sur la position du détachement de couverture éloignée du convoi, l'ordre de commencer l'opération est retardé. Simultanément, les services de renseignement britanniques reçoivent des informations sur le départ des navires lourds allemands de leur base de Trondheim, mais ne disposent pas d'informations précises sur leur position ultérieure. Compte tenu de la vitesse des navires allemands, ils peuvent rattraper le convoi dès la fin de soirée du 4 juillet, ce qui crée un risque de destruction complète tant du convoi lui-même que des forces d'escorte rapprochée et de couverture proche. Face à cette situation, le soir du 4 juillet, le Premier Lord de la Mer (chef d'état-major de la Royal Navy) de Grande-Bretagne, l'amiral D. Pound, ordonne la dispersion du convoi et le retrait vers l'ouest du groupe de croiseurs de couverture proche. À partir de ce moment, l'opération Rösselsprung perd son sens, car la tâche de détruire les navires du convoi naviguant isolément peut être accomplie avec une bien plus grande efficacité par des attaques de sous-marins et de l'aviation (ce qui finit par se produire). Mais les Allemands ne disposent pas d'informations complètes sur la dispersion du convoi, pensant qu'il s'est divisé en deux groupes. Par conséquent, après la détection, le matin du 5 juillet, par un avion de reconnaissance allemand, du détachement de couverture éloignée du convoi qui se retire vers l'ouest et qui, compte tenu de la distance, ne représente pas une menace, le commandement allemand prend la décision de lancer l'opération. Le 5 juillet à 11 h 55, le « Tirpitz » lève l'ancre et l'escadre allemande commence sa sortie en mer.

## Actions de l'escadre allemande avant l'attaque

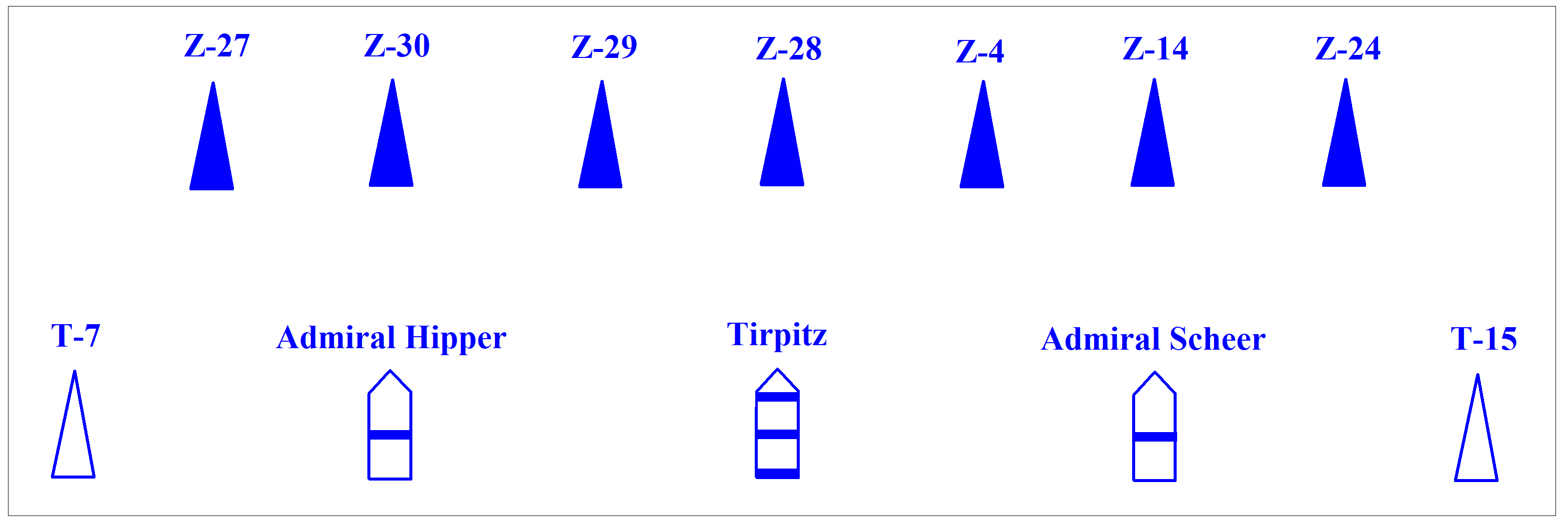
Ordre de bataille de l'escadre allemande après 16 h 46 le 5 juillet 1942

L'escadre allemande qui prend la mer se compose du cuirassé « Tirpitz », des croiseurs lourds « Admiral Scheer » et « Admiral Hipper », des destroyers Z-4 Richard Beitzen, Z-14 Friedrich Ihn, Z-24, Z-27, Z-28, Z-29, Z-30, et des torpilleurs T-7 et T-15. Pour atteindre la haute mer, Schniewind choisit le chenal à l'ouest de l'île de Rolvsøy, au lieu du passage par le chenal oriental à travers les skerries (archipel côtier) avec une sortie en haute mer dans la région du Porsangerfjorden, prescrit par le commandement supérieur. Schniewind justifie sa décision en considérant le chenal oriental comme plus dangereux, tant du point de vue des sous-marins ennemis que du risque de heurter des mines ; mais c'est précisément la route choisie par l'amiral allemand qui conduit l'escadre allemande dans la zone de patrouille du sous-marin K-21. À 16 h 06, l'escadre atteint la haute mer, augmente sa vitesse à 24 nœuds et passe d'une formation en colonne par le sillage à un dispositif de protection anti-sous-marine, consistant en une ligne de front avec les destroyers précédant les navires lourds (les torpilleurs étant positionnés sur les flancs). Une telle formation contraint un sous-marin attaquant depuis des angles d'aspect avant (et l'attaque de navires de surface rapides par un sous-marin en plongée n'est possible que de cette manière) à rentrer son périscope et à augmenter sa profondeur d'immersion pour ne pas être détecté et attaqué par les destroyers ; mais après avoir laissé passer les destroyers au-dessus de lui, le sous-marin ne dispose plus d'assez de temps pour organiser une attaque efficace contre les navires lourds protégés. Une tentative du sous-marin de contourner la formation par le flanc mène à un résultat similaire : il ne lui reste tout simplement pas assez de temps pour se rapprocher des navires attaqués à portée de torpille, l'escadre passant littéralement à côté du sous-marin. Afin de réduire le risque de torpillage des destroyers, à 16 h 46, Schniewind leur ordonne de naviguer en zigzaguant légèrement, tandis que les navires lourds continuent leur route sans zigzaguer. De plus, pour rechercher les sous-marins ennemis, un hydravion Arado Ar 196 est lancé depuis le cuirassé « Tirpitz ». L'escadre navigue au cap 30° (nord-nord-est), dans le but de s'éloigner au plus vite à une distance de 25 milles de la côte, à proximité de laquelle le risque d'attaque par des sous-marins augmente. L'intervalle entre les navires lourds est initialement de 2 000 m, puis à 16 h 47, il est porté à 3 000 m.

## Actions du K-21 avant l'attaque

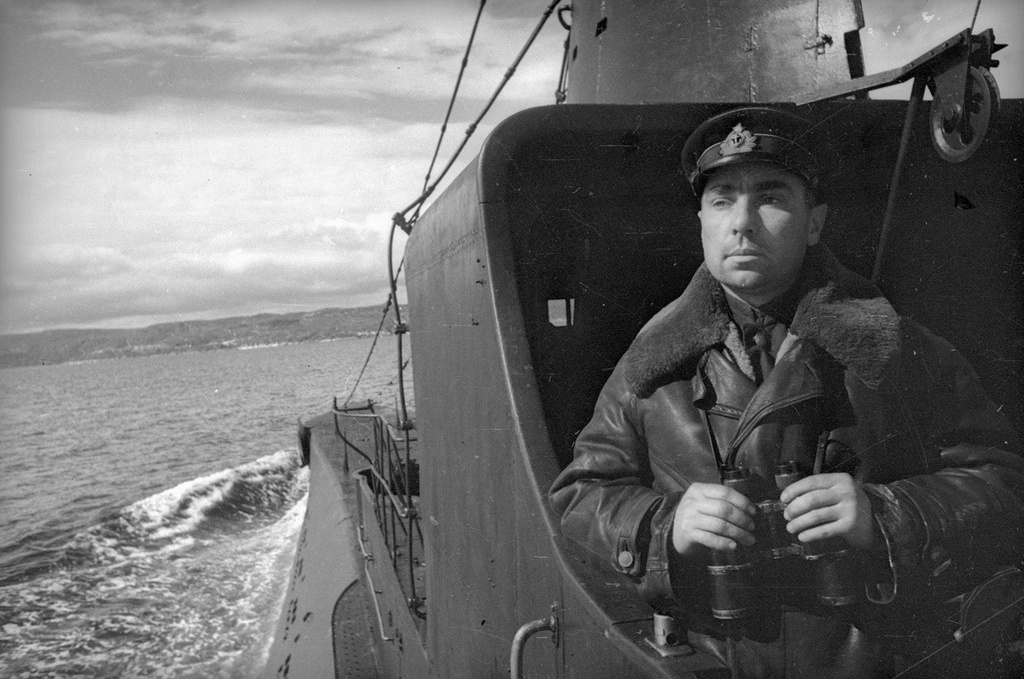
Nikolaï Lounine sur la passerelle de navigation du K-21

La Flotte du Nord soviétique, dans le cadre de l'opération visant à assurer le passage du convoi PQ-17, déploie quatre sous-marins chargés d'attaquer les navires lourds allemands : le K-2, le K-21, le K-22 et le Shch-403. Parmi eux, le sous-marin K-21, commandé par le Héros de l'Union soviétique, capitaine de 2e rang Nikolaï Lounine, se voit attribuer la position n° 2A, adjacente à la côte norvégienne et couvrant les sorties des fjords entre les îles de Sørøya et Hjelmsøya. Nikolaï Lounine est à ce moment un sous-marinier expérimenté, ayant effectué sept patrouilles de combat (dont cinq en tant que commandant du Shch-421 et deux en tant que commandant du K-21), à l'issue desquelles il revendique la destruction de huit transports ennemis (dont un seul, le transport « Konsul Schulte » de 2 975 tjb, est confirmé après-guerre par l'étude des documents allemands). Au milieu de l'année 1942, Lounine développe son propre style tactique, caractérisé notamment par une recherche active de l'ennemi, une utilisation maximale des données d'observation acoustique, une préférence pour le tir à grande, voire extrême, distance avec des salves complètes avant ou arrière, une mauvaise utilisation du périscope après la détection initiale de la cible (le commandant se concentrant uniquement sur l'observation de la cible choisie, ce qui conduit souvent à ne détecter qu'une partie du convoi ou de la formation ennemie), une utilisation résolue des tubes lance-torpilles arrière, une perception exagérée des capacités de la défense anti-sous-marine ennemie (ce qui entraîne des tirs à grande distance et de fréquents renoncements à observer les résultats de l'attaque), une attitude désinvolte envers les faits et une évaluation excessivement optimiste des résultats de ses attaques à la torpille (toutes les observations étant interprétées exclusivement dans le but de confirmer le succès, les faits contradictoires n'étant pas pris en compte).
Le sous-marin K-21 prend la mer le 18 juin 1942 ; c'est la cinquième patrouille de combat de sa carrière. La tâche principale de la patrouille étant la détection et l'attaque de navires de surface lourds ennemis, quatre des six torpilles des tubes lance-torpilles avant sont réglées sur une profondeur de course de 5 m, ce qui assure de toucher les cuirassés et croiseurs à fort tirant d'eau dans la partie vulnérable de la coque, sous la ceinture blindée. Les autres torpilles (deux dans les tubes avant et quatre dans les tubes arrière) sont réglées sur une profondeur de course de 2 m. Le matin du 19 juin, le sous-marin, naviguant en surface par temps de couverture nuageuse basse, est attaqué par un avion ennemi ; deux bombes d'aviation explosent à 30–40 mètres du bateau. À la suite de la secousse, le K-21 subit quelques avaries qui rendent inutilisables le ballast de plongée rapide et le caisson d'assiette n° 1. Cela limite la manœuvrabilité du sous-marin en plongée. Le 27 juin, le K-21 est attaqué une seconde fois par un avion ennemi, mais comme les bombes tombées près du bord n'explosent pas, les dommages se limitent à huit impacts de balles dans la coque extérieure. Dans la nuit du 28 juin, après avoir reçu un ordre, le K-21 se déplace vers la position n° 2A, où il patrouille les jours suivants, sans avoir de contact avec l'ennemi avant le 5 juillet.

## L'attaque

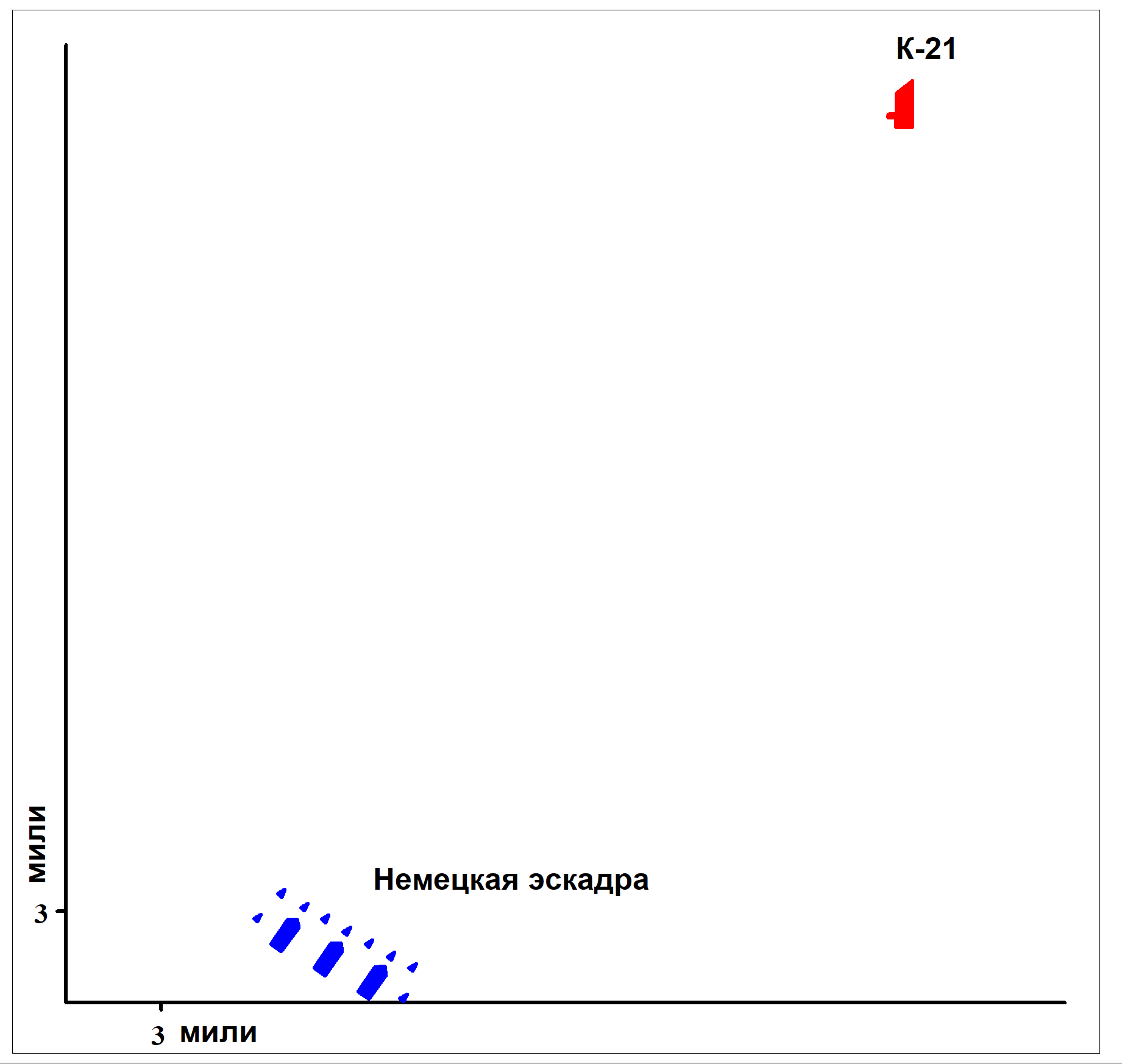
Position relative du K-21 et de l'escadre allemande au moment du premier contact acoustique. Reconstitution

À 16 h 30, l'opérateur sonar du K-21, A. Smetanine, entend un bruit qu'il identifie comme le son d'hélices de navires. À ce moment, le K-21 est en plongée à une profondeur de 20 m et navigue à une vitesse de 3 nœuds. Selon l'opérateur sonar, la cible se trouve à une distance de 12 milles du sous-marin, avec un gisement de 30° sur tribord. Selon la reconstitution présentée dans l'ouvrage de N. Skrynnikov et M. Morozov (ci-après : la reconstitution), la distance réelle à l'escadre allemande à ce moment est d'environ 35 milles, le gisement de 3°, c'est-à-dire que l'escadre allemande se dirige droit sur le K-21. L'officier de quart du K-21 au moment du contact acoustique est le commandant en second F. Loukianov ; le commandant du sous-marin dort dans sa cabine. À 16 h 40, le K-21 monte à l'immersion périscopique, mais rien n'est visible à l'horizon. À 17 h 00, le sous-marin modifie sa route pour se diriger directement vers le bruit et, simultanément, relève à nouveau le périscope, dans lequel une cible est détectée droit devant, identifiée comme un sous-marin ennemi situé à une distance de 4 à 5 milles. En réalité, il s'agit des sommets des mâts des navires lourds de l'escadre allemande, qui, à ce moment, selon la reconstitution, se trouvent à une distance d'environ 22 milles. La possibilité d'observer des navires à une si grande distance s'explique par la réfraction atmosphérique au-dessus de la surface de la mer. L'alerte pour une attaque à la torpille est donnée à bord, l'ordre de préparer les tubes lance-torpilles au tir est transmis. À peu près au même moment, Lounine, réveillé par un planton, prend le commandement du K-21.
À 17 h 02, le K-21 entame un virage à gauche et à 17 h 10 augmente sa vitesse à 5 nœuds, se préparant à attaquer le « sous-marin » ennemi avec ses tubes lance-torpilles arrière. À 17 h 12, Lounine modifie l'identification de la cible, estimant qu'au lieu d'un sous-marin, il voit deux torpilleurs naviguant en formation échelonnée à une distance de 6 à 7 milles, et décide d'attaquer l'un d'eux, également avec les tubes lance-torpilles arrière. En réalité, Lounine continue d'observer les sommets des mâts des navires lourds allemands, qui se trouvent alors, selon la reconstitution, à une distance d'environ 17 milles. À 17 h 18, le commandant du sous-marin identifie enfin correctement la cible, estimant la distance aux navires lourds allemands entre 10 et 12 milles (selon la reconstitution : 14 à 15 milles).
À partir de 17 h 02, le sous-marin dévie vers la gauche, ce qui l'écarte de la route des navires allemands. À 17 h 23, Lounine détermine approximativement la composition de l'escadre ennemie : selon lui, elle se compose du cuirassé « Tirpitz », du croiseur lourd « Admiral Scheer » et de huit torpilleurs ; il détecte également l'hydravion Ar 196 qui patrouille au-dessus de l'escadre. Le croiseur lourd « Admiral Hipper » n'est ni détecté ni identifié avant la fin de l'attaque. Cependant, la route de l'escadre allemande est consignée dans le journal de bord du K-21 avec une erreur importante : au lieu de la route réelle de 30° (nord-nord-est), elle est indiquée comme une route de 85° (est). Une erreur aussi grossière dans la détermination de la route par un commandant expérimenté dans des conditions d'excellente visibilité est difficilement explicable ; la reconstitution conclut que l'hypothèse la plus probable n'est pas une erreur, mais une distorsion consciente des faits par Lounine dans le but de présenter ses actions sous un jour plus favorable à son commandement supérieur.

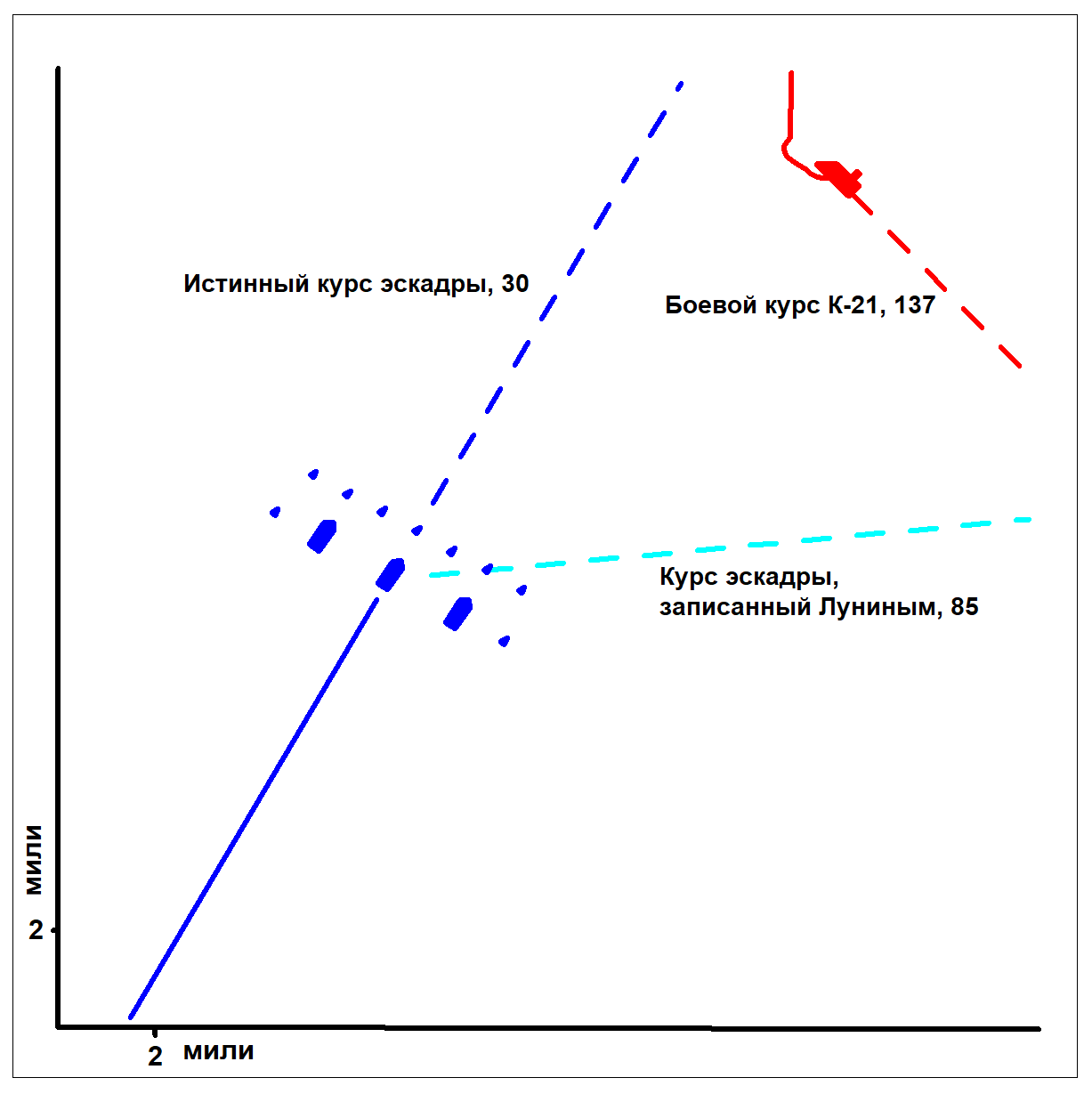
Position relative du K-21 et de l'escadre allemande à 17 h 25. Reconstitution

Lounine ordonne de mettre la barre à tribord, et à 17 h 25, le K-21 se met en route d'attaque, augmentant sa vitesse à 6 nœuds. Compte tenu de la route réelle de l'escadre allemande, une telle route permet d'attaquer l'« Admiral Scheer » sur une route d'éloignement avec les tubes lance-torpilles arrière ; cependant, les entrées dans le journal de bord du K-21 donnent l'impression que le sous-marin a l'intention d'attaquer l'escadre avec ses tubes lance-torpilles avant sur une route de rapprochement. Cependant, les portes extérieures des tubes lance-torpilles avant n° 1 et 2 ne sont jamais ouvertes, ce qui confirme l'intention d'attaquer avec les tubes arrière. Selon les auteurs de la reconstitution, cette décision est erronée : Lounine détermine incorrectement la distance à l'escadre allemande et adopte une route d'éloignement au lieu d'une route de rapprochement, ce qui fait que le K-21 s'écarte trop de la route de l'escadre allemande. Il est à noter que de 17 h 23 à 17 h 46, le journal de bord du K-21 ne contient aucune information sur le relèvement de la cible ; de même, entre 17 h 23 et 17 h 33, il n'y a aucune inscription dans le journal de veille acoustique. Les auteurs de la reconstitution supposent que ces données ne correspondent pas à la version de l'attaque élaborée a posteriori par Lounine et que, pour cette raison, elles ne sont pas mentionnées dans les documents (remplis après la fin de l'attaque). À 17 h 29, le K-21 corrige légèrement sa route, la modifiant de 5°.
L'attaque préparée par Lounine avec les tubes lance-torpilles arrière est sur le point d'échouer, mais entre 17 h 35 et 17 h 37, l'escadre allemande, tout en maintenant sa formation en ligne de front, entame un virage à droite vers le cap 90° — la route générale vers l'est qui, selon Schniewind, mènera les navires allemands au convoi. Pendant ce temps, la vitesse est réduite à 21 nœuds pendant la durée du virage. Cette manœuvre est consignée dans de nombreux documents allemands, notamment dans les journaux de bord de tous les navires allemands de l'escadre. Le journal de bord du K-21 fournit des informations radicalement différentes : selon Lounine, à 17 h 36, l'escadre allemande effectue un virage de 90 à 100° vers la gauche, se reformant en colonne par le sillage. Compte tenu de la nature complexe des manœuvres des navires allemands pendant le virage et du temps d'observation limité au périscope, Lounine ne parvientrobe Pblement pas à comprendre pleinement ce qui se passe.
À 17 h 38, l'« Admiral Scheer », en train de virer, se retrouve sur une route le menant droit vers le sous-marin, à une distance d'environ 7 milles. À 17 h 40, le K-21 plonge plus profondément, met la barre toute à tribord et, à 17 h 46, adopte une nouvelle route l'amenant hardiment à se rapprocher de l'ennemi. Cependant, le journal de bord du sous-marin indique une route du « Tirpitz » et des autres navires allemands qui ne correspond absolument pas aux documents allemands ; à ce moment-là, ils présentent leur proue ou leur avant bâbord au sous-marin et naviguent en ligne de front vers l'est, et non pas leur flanc tribord en colonne par le sillage se dirigeant vers le nord-nord-ouest, comme le suggèrent les notes de Lounine. Une erreur aussi grossière à une telle distance (environ 5 milles) dans de bonnes conditions de visibilité étant pratiquement impossible, les auteurs de la reconstitution concluent que Lounine a inventé les paramètres de mouvement de l'escadre allemande. Selon la reconstitution, Lounine a l'intention d'attaquer l'« Admiral Scheer », mais commet une erreur en considérant la route intermédiaire de 60°, adoptée par le croiseur lourd pendant son virage, comme la nouvelle route générale.

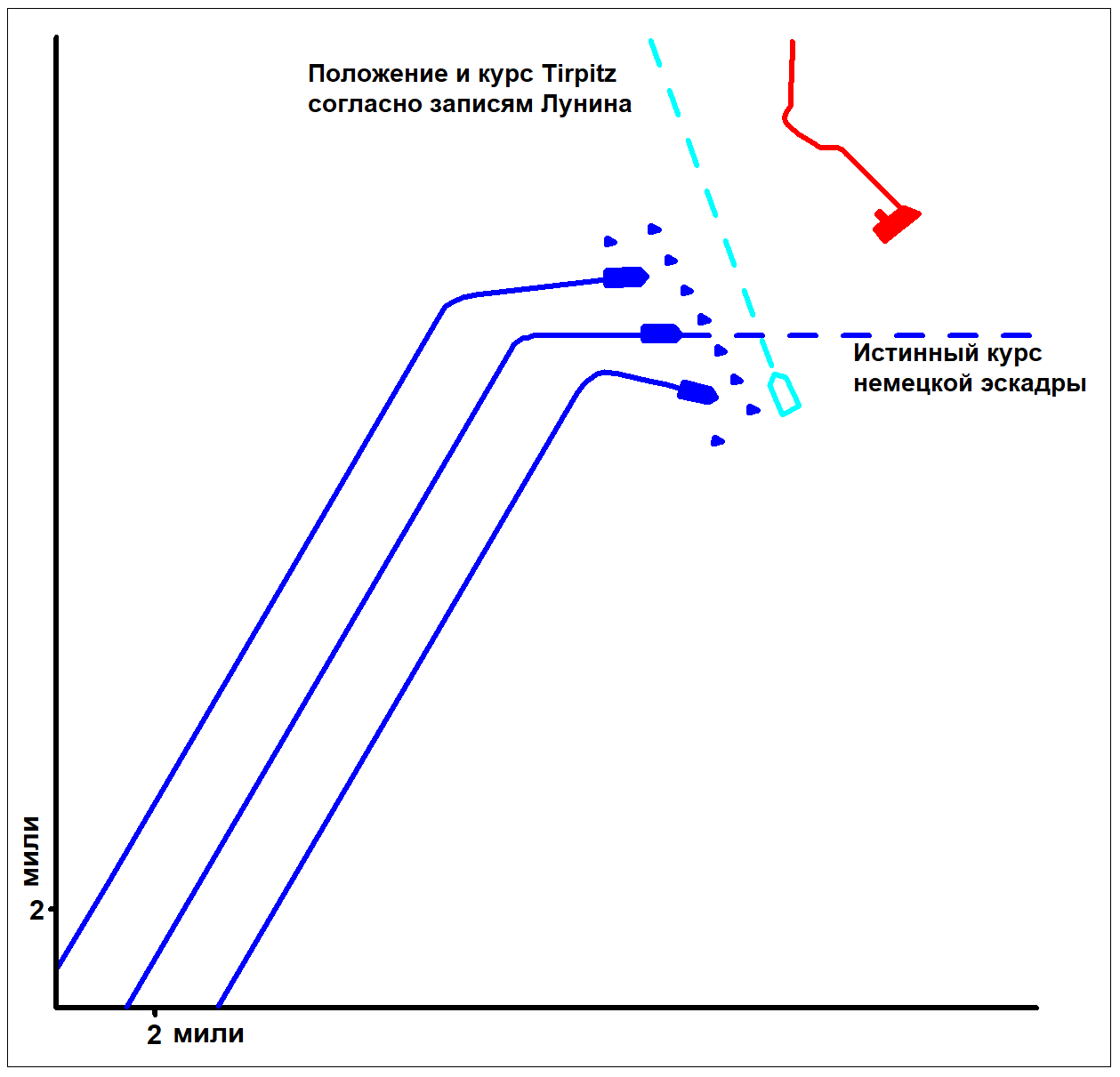
Position relative du K-21 et de l'escadre allemande à 17 h 46. Reconstitution

À 17 h 50, le K-21 relève à nouveau le périscope. À ce moment, l'escadre allemande est dans la phase finale de son virage ; l'« Admiral Scheer » se trouve bien à gauche du sous-marin à une distance de 4,5 milles, mais l'« Admiral Hipper » se trouve à une distance de 3,5 milles, se dirigeant droit sur le K-21. Par sa silhouette, surtout observée de face, ce croiseur lourd ressemble beaucoup au cuirassé « Tirpitz », et c'est pour cette raison, comme le supposent les auteurs de la reconstitution, que Lounine le prend pour ce dernier. Pour expliquer la position observée de l'escadre, Lounine indique dans le journal de bord que l'escadre allemande aurait, vers 17 h 50, effectué un virage « tous ensemble » à droite, passant rapidement d'une formation en colonne par le sillage à une ligne de front. Lounine rentre immédiatement le périscope, augmente sa profondeur d'immersion à 20 m et fait virer le K-21 de 90° à droite pour une attaque avec les tubes lance-torpilles arrière. Pendant ce temps, à 17 h 55, l'escadre allemande achève son virage au cap 90° et augmente sa vitesse à 24 nœuds.
À 17 h 57, selon la reconstitution, le K-21 laisse passer les destroyers au-dessus de lui et se trouve en position favorable pour attaquer le croiseur « Admiral Hipper », situé à seulement 0,7 mille de distance. Une attaque contre le cuirassé « Tirpitz » n'est déjà plus possible, car la distance qui l'en sépare est de 2,4 milles, ce qui dépasse la portée maximale des torpilles, et cette distance continue d'augmenter. Mais le moment favorable pour la salve est manqué : Lounine n'ose pas remonter à l'immersion périscopique pour clarifier la situation et prendre la décision de lancer les torpilles, se trouvant à proximité immédiate des destroyers d'escorte ; ainsi, la formation anti-sous-marine de l'escadre allemande remplit sa fonction. Après 17 h 57, la distance entre le K-21 et l'« Admiral Hipper » commence à augmenter rapidement, et l'angle d'impact des torpilles devient de plus en plus aigu : le sous-marin et l'escadre commencent à « s'éloigner » l'un de l'autre.
À 18 h 00, le K-21 remonte à l'immersion périscopique. Selon la reconstitution, à ce moment, l'« Admiral Hipper » se trouve à une distance de 1,6 mille et présente en fait sa poupe au commandant du sous-marin soviétique. En revanche, le « Tirpitz » se trouve à environ trois milles, présentant son flanc au K-21, ce qui crée l'illusion qu'il est possible de le toucher. En réalité, avec une portée maximale des torpilles du K-21 de 2,2 milles, toucher le cuirassé est impossible. Selon les souvenirs d'un témoin de l'attaque, le lieutenant A. Kotov, le commandant du sous-marin doute de l'opportunité de lancer les torpilles :
« 
Lounine : Tirer, ne pas tirer ? La distance est un peu grande. Et le second : « Tirez, camarade commandant, tirez ! »
 »

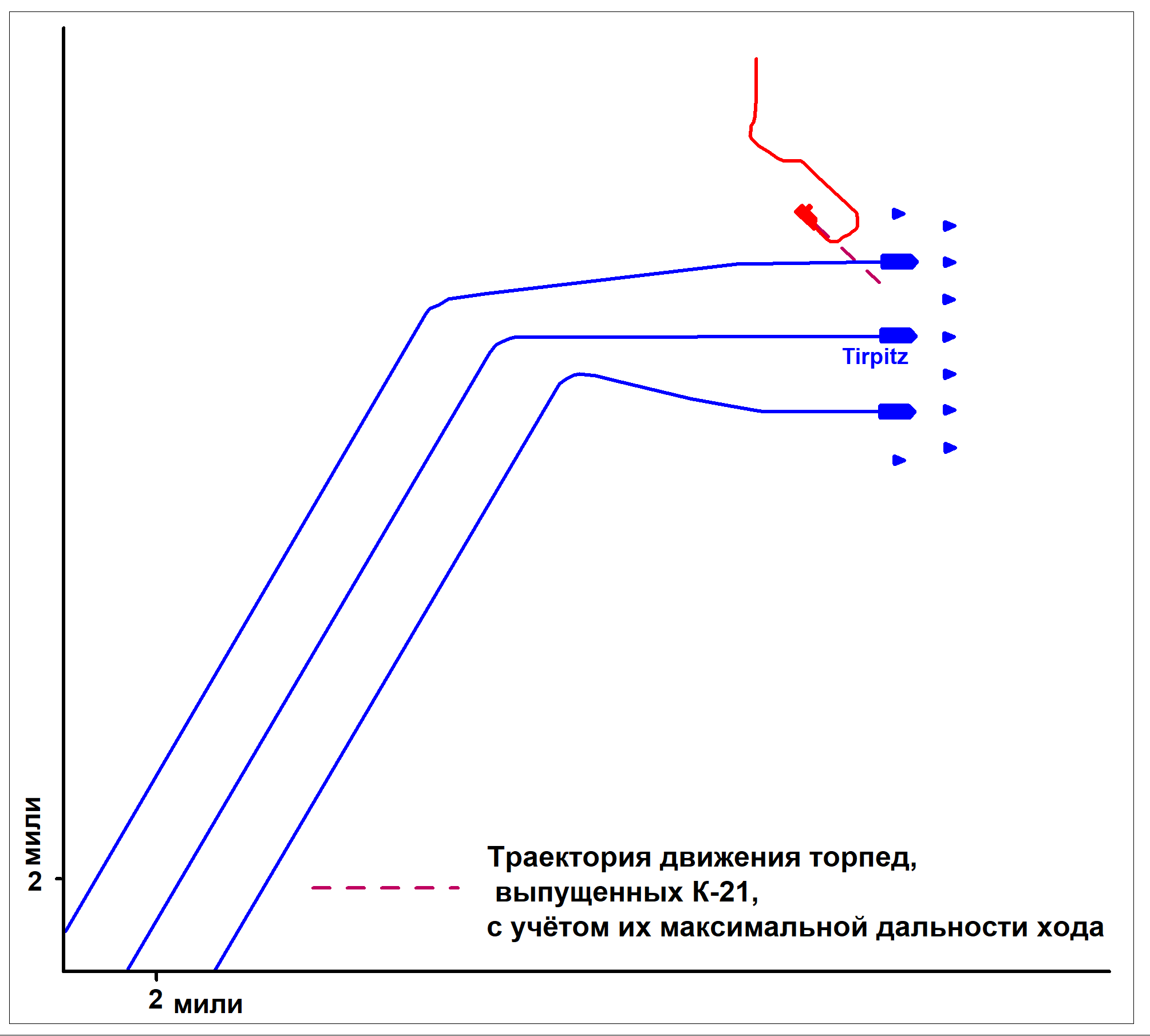
Position relative du K-21 et de l'escadre allemande à 18 h 01 min 30 s (moment du lancement des torpilles). Reconstitution

Après quelques secondes de réflexion, Lounine prend une décision. À 18 h 01, il fait virer le sous-marin à gauche pour obtenir l'angle de correction nécessaire et, à 18 h 01 min 30 s, il lance quatre torpilles à 4 secondes d'intervalle depuis les tubes arrière sur le cuirassé « Tirpitz ». Selon le journal de bord, la distance entre le K-21 et le cuirassé est estimée entre 1,8 et 2 milles, ce qui est proche de la portée maximale des torpilles. Selon la reconstitution, cette distance est de 3,3 milles, ce qui exclut totalement le succès de l'attaque. Immédiatement après le lancement des torpilles, Lounine rentre le périscope, augmente la profondeur d'immersion du sous-marin à 30 m et le remet sur sa route initiale, l'éloignant de l'escadre allemande. Lounine justifie son refus d'observer les résultats de l'attaque par un virage brusque de l'un des torpilleurs vers le sous-marin, ce que les documents allemands ne confirment pas. Les auteurs de la reconstitution supposent que cette manœuvre, d'une part, est une manifestation de prudence raisonnable (après le lancement des torpilles, la probabilité de détection du sous-marin augmente, surtout depuis un avion), et d'autre part, Lounine est conscient de la faible probabilité de succès et ne voit pas l'intérêt de continuer les observations au périscope.
À 18 h 04, comme indiqué dans le journal de bord du K-21 — 2 minutes et 15 secondes après le lancement des torpilles — deux explosions sont entendues à bord du sous-marin. Le K-21 modifie légèrement sa route et augmente sa profondeur d'immersion à 40 m, ce qui est justifié par une intensification soudaine des bruits de torpilleurs à tribord et à bâbord du sous-marin. Ensuite, entre 18 h 08 et 18 h 10, le K-21 continue de modifier sa route, s'orientant vers l'ouest, tandis que le journal de bord signale des bruits de torpilleurs devant et sur les flancs du sous-marin. Les informations sur les bruits de torpilleurs contredisent les données du journal de veille acoustique du K-21, où, à 18 h 08, ne sont mentionnés que des bruits indistincts sur les angles arrière tribord, rappelant à l'opérateur sonar le bruit de la marche d'un sous-marin. L'escadre allemande ne signale aucune explosion et n'effectue aucune recherche de sous-marin ennemi, car l'attaque n'est jamais détectée ; les navires allemands poursuivent leur route dans la même direction, à la même vitesse et dans la même formation qu'auparavant. Selon la reconstitution, les torpilles du K-21 traversent le sillage du « Hipper » à environ 1,5 mille derrière la poupe du croiseur et coulent.

## Actions du K-21 et de l'escadre allemande après l'attaque
À 18 h 31 (soit une demi-heure après l'attaque), le K-21 remonte à l'immersion périscopique, observant les fumées et les sommets des mâts de l'escadre allemande qui s'éloigne (la distance entre le sous-marin et l'escadre allemande atteint alors 16 milles). À 18 h 31, 18 h 32 et 18 h 38, le journal de bord du sous-marin signale des explosions sourdes et prolongées d'une durée de 20 secondes (selon le journal de veille acoustique, il y a deux explosions, enregistrées à 18 h 25 et 18 h 27). À 19 h 05, le K-21 remonte à nouveau à l'immersion périscopique, puis, n'ayant rien détecté, fait surface et à 19 h 09 commence à transmettre un radiogramme sur l'attaque dont le contenu est le suivant (le texte exact du radiogramme reste classifié, mais peut être reconstitué à partir d'enregistrements dans d'autres documents) :
« 
À 18 h 00 à Lat=71°25’N Long=23°40’E, attaqué navires ennemis composés des cuirassés « Tirpitz », « Scheer » et huit torpilleurs, route Nord-Est. Lancé attaque sur CC « Tirpitz ». Entendu deux explosions. Commandant « K-21 »
 »
Cependant, tant la route de l'escadre allemande que les coordonnées du point d'attaque sont déterminées de manière imprécise. Après avoir reçu confirmation de la réception du radiogramme, le sous-marin plonge à nouveau. La suite de la patrouille du sous-marin se déroule sans incident, et le 9 juillet 1942, le K-21 retourne à sa base.
Le radiogramme du K-21 est déchiffré à l'état-major de la Flotte du Nord le 5 juillet à 19 h 55. Le contenu du radiogramme est immédiatement transmis à la mission militaire britannique, qui, à 20 h 04, transmet le radiogramme correspondant à l'Amirauté, ainsi qu'aux navires de la flotte britannique. Quinze minutes plus tard, un rapport sur l'ennemi, basé sur ces informations, est transmis en clair « à la flotte » par une puissante station radio à ondes longues située dans la ville de Cleethorpes. Ce message est reçu tant par les navires et sous-marins britanniques que par l'escadre allemande.

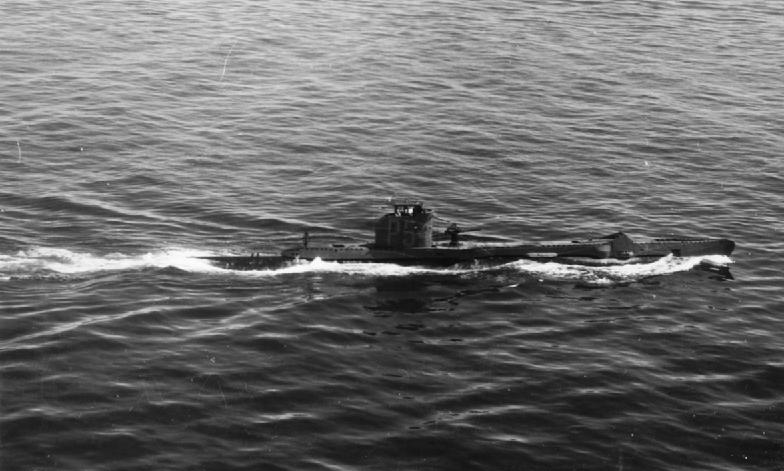
Le sous-marin HMS Unshaken

Le 5 juillet à 19 h 16, l'escadre allemande est détectée par l'équipage d'un avion de reconnaissance Il-4 commandé par le capitaine I. Ia. Garbouz. Ses observations ne sont également pas tout à fait exactes : il évalue la composition de l'escadre allemande à 11 navires, sans identifier leurs classes spécifiques, et commet également une erreur dans la détermination des coordonnées et de la vitesse de l'escadre, indiquant qu'elle navigue à une vitesse de 10 nœuds. Le radiogramme transmis par l'avion est déchiffré presque simultanément avec celui du K-21 ; son contenu est également communiqué à la mission britannique et sert de base à un nouveau message transmis par la station radio de Cleethorpes. Enfin, vers 20 h 24, l'escadre de Schniewind est détectée par le sous-marin britannique HMS Unshaken, qui identifie sa composition comme étant le « Tirpitz », l'« Admiral Hipper » et six destroyers, naviguant à une vitesse de 22 nœuds. N'ayant pas la possibilité d'attaquer en raison d'une position relative défavorable du sous-marin et de l'escadre, le commandant de l'Unshaken, C. E. Oxborrow, transmet peu après 22 h 00 un radiogramme signalant la détection de l'ennemi.
Simultanément, le commandement de la marine allemande évalue les perspectives de poursuite de l'opération. Les messages de la station radio de Cleethorpes interceptés par les Allemands ne laissent aucun doute sur la détection de l'escadre et laissent entrevoir la possibilité d'une surveillance constante de celle-ci. Dans le même temps, la reconnaissance aérienne allemande perd le contact avec le détachement de couverture éloignée britannique, qui comprend notamment un porte-avions, ce qui crée des risques potentiels d'interception de l'escadre allemande par celui-ci. Enfin, des sous-marins, de l'aviation et de la radio-reconnaissance parviennent de nombreux messages indiquant la dispersion du convoi et l'éparpillement de ses navires sur de grandes distances les uns des autres, ce qui rend la poursuite de l'opération inutile. Après quelques hésitations, le commandant de la Kriegsmarine, le Großadmiral E. Raeder, donne l'ordre de cesser l'opération. À 22 h 51 le 5 juillet, le « Tirpitz » entame son demi-tour et, vers 11 h 40 le 6 juillet, l'escadre allemande arrive au mouillage avancé de l'Altafjord. Après avoir fait le plein de carburant, l'escadre effectue la traversée vers sa base permanente dans la baie de Bogen, l'achevant vers 04 h 00 le 8 juillet. Par la suite, le « Tirpitz » sort pour des exercices dans le Vestfjorden du 27 au 31 juillet, du 17 au 21 août, du 14 au 15 septembre, du 28 septembre au 1er octobre, et du 19 au 22 octobre, puis, les 23 et 24 octobre, il transite de la baie de Bogen à Trondheim.

## Évaluation des résultats de l'attaque

### Période initiale (juillet – août 1942)
Le 8 juillet 1942, un communiqué du Sovinformburo est publié, annonçant qu'un sous-marin soviétique a attaqué le « Tirpitz », obtenant deux impacts de torpilles et infligeant de sérieux dommages au cuirassé. Le lendemain, des articles plus détaillés sont publiés dans les journaux « Pravda » et « Krasny Flot », indiquant le nom du commandant du sous-marin et affirmant qu'en raison des dommages subis par le cuirassé « Tirpitz », l'escadre allemande a été contrainte de renoncer à attaquer le convoi et de retourner au port. Cette information est également diffusée dans les médias des pays de la coalition antihitlérienne, une photographie de Lounine étant officiellement transmise aux agences de presse étrangères.
Au plus tard le 30 juillet 1942, Lounine prépare un rapport de patrouille dans lequel il expose son opinion sur les résultats de l'attaque comme suit :
« 
La certitude de l'impact de 2 torpilles lors de l'attaque du CC « Tirpitz » est avérée, ce que la reconnaissance doit établir, mais en même temps j'admets la possibilité que le torpilleur de tête, ayant viré au moment du tir sur une contre-route par rapport au cuirassé, ait intercepté les torpilles sur lui-même ; les grandes explosions ultérieures témoignent en faveur de cette hypothèse.
 »
Dans les documents de l'état-major de la brigade de sous-marins, ces conclusions se transforment en l'hypothèse qu'une torpille a touché le cuirassé et une autre un destroyer, après le naufrage duquel ses grenades sous-marines ont explosé, ce qui explique les explosions prolongées entendues 20 à 30 minutes après l'attaque. Les services de renseignement soviétiques reçoivent également des informations d'agents faisant état d'un impact de torpille sur la partie arrière du cuirassé « Tirpitz » ; Morozov et Skrynnikov notent que, selon les données disponibles, les services de renseignement soviétiques ne disposent pas d'agents dans la zone de mouillage du cuirassé allemand et obtiennent des informations par l'intermédiaire de patriotes allemands communiquant avec la population locale. Il est probable que l'information déformée reçue soit basée sur les dommages subis par le croiseur lourd « Lützow » à la suite d'un échouement sur des rochers et sa réparation ultérieure.
En août 1942, une attitude sceptique prévaut au sein du commandement de la marine soviétique concernant les résultats de l'attaque, considérée comme un échec ou ayant causé des dommages minimes et rapidement réparés au cuirassé allemand. Le 24 août 1942, un ordre est publié pour décerner des décorations militaires à l'équipage du K-21 à l'issue de ses cinquième et sixième patrouilles de combat ; Lounine, ainsi que 16 autres membres d'équipage, reçoit l'Ordre du Drapeau rouge de bataille, qui ne fait pas partie des plus hautes distinctions. La proposition de décerner au K-21 le titre de navire de la Garde, rédigée par le commandement de la Flotte du Nord, est modifiée par décision du commissaire du peuple à la Marine N. G. Kouznetsov en une décoration de l'Ordre du Drapeau rouge de bataille, considérée comme moins prestigieuse ; le K-21 ne reçoit jamais le titre de navire de la Garde. Cependant, d'une part, la destruction d'un destroyer lors de l'attaque contre le « Tirpitz » est créditée au sous-marin (et incluse dans le tableau de chasse indiqué sur le kiosque du K-21), mais d'autre part, il n'est pas inclus dans les listes officielles des pertes infligées à l'ennemi.
Le commandement des forces navales britanniques conclut dès le milieu de la journée du 6 juillet que l'attaque du K-21 est restée sans résultat ; par la suite, l'étude des données de la reconnaissance aérienne et le déchiffrement des interceptions de messages allemands renforcent cette opinion, qui est communiquée à la partie soviétique en réponse à ses demandes.

### De l'automne 1942 au début des années 1960
Au début de 1943, la Direction de la navigation sous-marine du Narkomat de la Marine de l'URSS prépare un document méthodologique consacré à l'analyse des actions des sous-marins soviétiques. Les actions de Lounine lors de l'attaque contre le « Tirpitz » y sont critiquées, et le résultat de l'attaque est qualifié de « faible succès au combat ». Le document est diffusé aux flottes, aux instances de commandement et aux établissements d'enseignement de la marine.
Après la fin de la guerre, des spécialistes britanniques examinent la coque du cuirassé « Tirpitz », coulé par l'aviation britannique en novembre 1944. Un représentant de la Direction de la construction navale du Narkomat de la Marine de l'URSS participe à ces travaux à l'invitation de la partie britannique. Au cours de l'examen, aucune trace de travaux de réparation visant à colmater des dommages causés par des impacts de torpilles n'est découverte. Simultanément, les Britanniques transmettent à la partie soviétique un extrait du journal de bord du cuirassé, dans lequel aucune mention de l'attaque du K-21 ne figure. Néanmoins, dans un manuel destiné aux auditeurs et cadets des établissements d'enseignement naval, publié en 1953-1954, l'information selon laquelle le « Tirpitz » a été endommagé et un destroyer coulé lors de l'attaque est répétée.
En 1957, l'historien français Claude Huan publie dans la revue « La Revue Maritime » un article intitulé « L'opération de la flotte allemande contre le convoi PQ-17 », dont une section est consacrée à l'attaque du K-21. S'appuyant sur des documents allemands et sa correspondance avec des participants allemands à l'opération, il conclut à l'échec de l'attaque. La même année, l'article est traduit en russe et entre dans la bibliothèque du Département historique de l'état-major général de la Marine de l'URSS. En 1959, dans l'ouvrage militaro-historique classé « secret » intitulé « La Marine de l'Union soviétique pendant la Grande Guerre patriotique de 1941-1945 », la conclusion est tirée, sur la base de publications dans la presse étrangère et de l'analyse d'un extrait du journal de bord du cuirassé, que l'attaque du K-21 s'est soldée par un échec. Simultanément, en 1960, paraît la première édition des mémoires de l'amiral A. G. Golovko, qui commandait la Flotte du Nord en 1942, dans laquelle l'attaque est décrite en détail avec référence à des notes de journal et où son succès est affirmé. Cependant, les notes de journal originales de Golovko ne contiennent aucune mention de l'attaque du K-21 ; selon les souvenirs des proches de l'amiral, des modifications non approuvées par l'auteur ont été apportées au texte des mémoires lors de leur préparation à la publication,.

### Du début des années 1960 au début des années 1990
Après la publication des mémoires de Golovko, une situation de contradiction entre les sources officielles (mais secrètes) et celles destinées au grand public apparaît dans l'historiographie soviétique. Dans les années 1960, aucune position unifiée n'est élaborée : diverses publications citent le communiqué du Sovinformburo, mentionnent l'attaque elle-même sans en évaluer le résultat, ou ne mentionnent tout simplement pas l'attaque. Dans le livre « La Flotte du Nord », publié en 1966 par A. I. Kozlov et V. S. Chlomine, professeurs de l'Académie navale, ainsi que dans un manuel pour les écoles navales supérieures publié en 1969, l'inefficacité de l'attaque est affirmée. Les auteurs de l'étude classée secrète « Activité de combat des sous-marins de la Marine de l'URSS pendant la Grande Guerre patriotique de 1941-1945 », publiée en 1969, parviennent à la même conclusion.
En 1968, l'ouvrage de l'écrivain britannique D. Irving « La Destruction du convoi PQ-17 » est publié ; il est édité en russe en URSS en 1971. Dans l'édition russe, le livre subit des modifications sélectives ; notamment, un fragment exprimant l'attitude critique de l'auteur envers les résultats de l'attaque du K-21 est supprimé. La même année, en 1971, paraît la première édition des mémoires de l'amiral N. G. Kouznetsov, dans laquelle l'attaque du sous-marin est mentionnée, mais l'auteur s'abstient d'en évaluer les résultats. Le roman populaire de V. S. Pikoul « Requiem pour le convoi PQ-17 », dont la première édition paraît en 1970, exerce une grande influence sur la formation de l'opinion publique concernant cette question. Le roman affirme le succès de l'attaque, critique vivement les historiens étrangers et émet l'hypothèse d'une falsification du journal de bord du cuirassé « Tirpitz ». Selon Morozov et Skrynnikov, le roman de Pikoul engendre une sorte de courant conspirationniste, dont les adeptes estiment que l'attaque du K-21 a été réussie et que sa négation est la conséquence d'un vaste complot anti-russe. Sous l'influence du roman de Pikoul, la pratique consistant à mentionner l'attaque du K-21 sans en indiquer le résultat s'établit dans l'historiographie officielle soviétique à partir du milieu des années 1970. En 1991, la première partie du livre de C. Huan « La Marine soviétique en guerre » est publiée à Paris, dans laquelle l'auteur tente pour la première fois de reconstituer le schéma de l'attaque du K-21 au niveau tactique ; cependant, n'ayant pas accès aux archives soviétiques, C. Huan doit se contenter de données générales provenant de sources soviétiques ouvertes.

### Du début des années 1990 à la fin des années 2010
Après la dislocation de l'URSS, l'historiographie officielle russe poursuit initialement la pratique de l'historiographie soviétique : mentionner l'attaque du K-21 sans en indiquer les résultats (c'est notamment sous cette forme que l'information est présentée dans l'édition en trois volumes « Trois siècles de la flotte russe 1696-1996 »). En 1997, le professeur de l'Académie navale V. D. Dotsenko, dans son ouvrage « Mythes et légendes de l'histoire navale russe » (réédité à plusieurs reprises par la suite), consacre un chapitre distinct à l'attaque du K-21, dans lequel il note les faits suivants : les chercheurs étrangers s'accordent unanimement sur l'échec de l'attaque du K-21 ; il n'existe aucun témoignage d'impacts de torpilles de la part des participants à la sortie, y compris les membres d'équipage du cuirassé ; le « Tirpitz » n'a pas été mis en réparation après son retour à la base. Sur cette base, il constate l'échec de l'attaque. En 1999, A. V. Platonov, maître de conférences (puis professeur) à l'Académie navale, dans son livre « Commandants des sous-marins soviétiques 1941-1945 », note également l'échec de l'attaque et émet l'hypothèse que Lounine a ajusté soit la distance de lancement des torpilles, soit l'heure des explosions,. La même année paraît le livre de K. M. Sergueïev « Lounine attaque le “Tirpitz” », dont l'auteur a servi sur le K-21 d'avril 1943 à décembre 1944. Dans cette édition, de larges extraits du journal de bord du K-21 et des souvenirs de témoins oculaires de l'attaque sont publiés pour la première fois. Les matériaux du livre sont utilisés dans la série télévisée de fiction en 8 épisodes « Convoi PQ-17 » (K. M. Sergueïev faisant partie des consultants historiques de la série), sortie en 2004, qui présente la version d'une attaque réussie du K-21.
En 2006, M. E. Morozov, docteur en histoire et chef de département à l'Institut d'histoire militaire du ministère de la Défense de la Fédération de Russie, publie en annexe du livre d'A. A. Malov et S. V. Patianine « Les cuirassés “Bismarck” et “Tirpitz” » un article consacré à l'analyse de l'attaque du K-21. Après avoir analysé les schémas de déplacement du sous-marin soviétique et des navires allemands, l'auteur conclut que l'attaque n'a même pas de chances théoriques de succès en raison d'une distance de lancement des torpilles trop importante, dépassant leur portée maximale. En 2019, M. E. Morozov et N. R. Skrynnikov, dans une monographie consacrée à l'attaque, « L'attaque inconnue du commandant Lounine », après avoir analysé un grand nombre de sources et réalisé une reconstitution informatique de l'attaque, parviennent à la conclusion suivante :
« 
De notre point de vue, le 5 juillet 1942, en mer de Barents, il s'est produit ce qui suit : malgré tous les efforts et le courage de l'équipage du « K-21 », en raison de l'imperfection de la technique, de la préparation insuffisante des marins (en premier lieu, du commandant du sous-marin), ainsi que des difficultés objectives rencontrées lors de l'attaque d'une formation navale rapide et bien protégée, les torpilles lancées par le sous-marin n'ont rien touché. Au lieu d'une analyse des causes de l'échec, il s'en est suivi, comme cela s'est produit plus d'une fois dans notre passé récent, sa proclamation comme une grande victoire.
 »

## Origine des explosions
L'origine des explosions entendues à bord du K-21 reste incertaine. Sur l'escadre allemande, aucune veille acoustique n'est effectuée en raison de son inutilité lors d'une navigation à pleine vitesse ; visuellement, aucune explosion n'est signalée. Les navires allemands n'utilisent pas de grenades sous-marines. Selon les calculs, les torpilles lancées par le K-21 auraient pu atteindre le fond (après quoi leur détonation par impact avec le fond rocheux était possible) approximativement entre 18 h 07 et 18 h 14, ce qui ne concorde pas avec l'heure enregistrée des deux premières explosions à 18 h 04, ni avec les explosions prolongées ultérieures entre 18 h 25 et 18 h 27. Dans le même temps, il existe une probabilité que la torpille lancée depuis le tube lance-torpilles n° 8 ait pu atteindre le fond beaucoup plus tôt car, selon le rapport de l'équipage du sous-marin, elle était défectueuse – elle fuyait de l'air. Selon Morozov et Skrynnikov, les explosions enregistrées à 18 h 04 sont très probablement la conséquence d'une aberration auditive de l'un des marins, bien qu'ils n'excluent pas la possibilité de l'explosion d'une des torpilles en heurtant le fond. Morozov et Skrynnikov analysent également les rapports de Lounine sur ses attaques précédentes et notent qu'en règle générale, à l'issue des attaques, il signale des bruits d'explosions de torpilles. Cependant, dans la grande majorité des cas, les documents allemands non seulement ne signalent aucune perte, mais ne mentionnent même pas le fait de l'attaque. Le cas de l'attaque du 31 mars 1942 est révélateur, lorsque le K-21, sous le commandement de Lounine, lance 6 torpilles sur un « transport ennemi du type des cargos allemands “Cordoba” d'un déplacement de 7 400 tonnes » à une distance de 2,2 milles. Le commandant n'observe pas le résultat de l'attaque, mais enregistre deux explosions 2 minutes et 56 secondes plus tard, ce qui constitue pour le commandement supérieur une base suffisante pour confirmer le succès. Les documents allemands, quant à eux, nient purement et simplement la présence de navires dans cette zone à l'heure indiquée.
L'origine des explosions prolongées, enregistrées selon le journal de veille acoustique à 18 h 25 et 18 h 27, n'est également pas claire. Des hypothèses suggèrent qu'elles pourraient s'expliquer par la destruction sur la côte norvégienne, par des sapeurs de marine allemands, de mines marines à la dérive ou échouées, ou par l'attaque d'un avion allemand contre une cible fictive (un sous-marin). Ces versions ne disposent d'aucune confirmation documentaire.

### Commentaires
1. ↑  L'heure de Moscou est indiquée ci-après.
2. ↑  La vitesse maximale de l'escadre est limitée par l'état des machines du croiseur Admiral Scheer.